# Juniperus californica
Juniperus californica es una especie de enebro nativo del sur de Norteamérica; como su nombre indica, principalmente de California, aunque se ha extendido a Baja California, y a corta distancia en la Great Basin en el sur de Nevada, y oeste de Arizona. Crece a una altitud de 750 a 1.600 metros. 

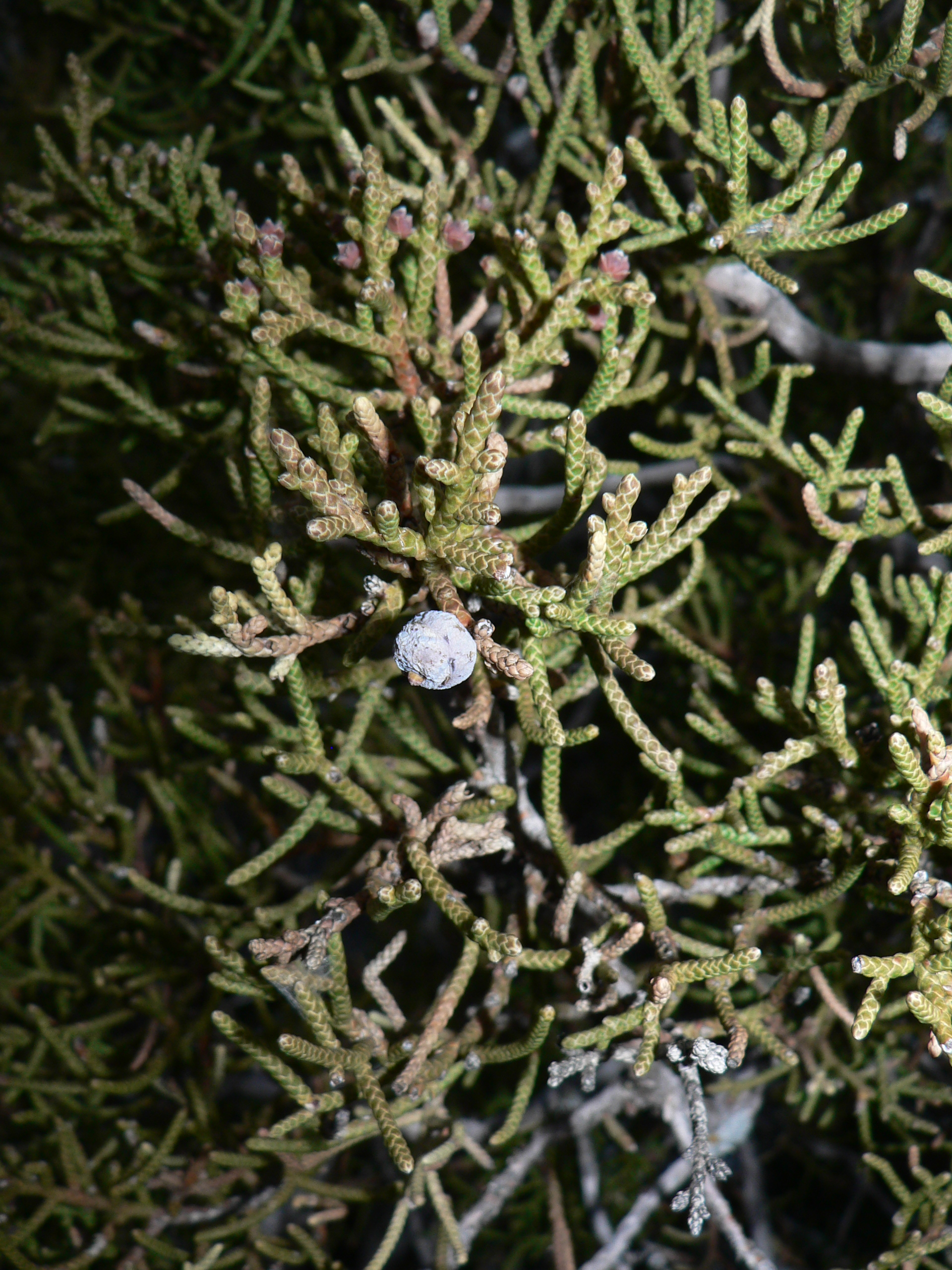
Ramas y frutos

## Descripción
Es un arbusto o pequeño árbol que puede alcanzar los 3 a 8 m de altura, pero raramente hasta 10  de altura. Los brotes son bastante gruesos en comparación con la mayoría de los enebros, entre 1,5 y 2 milímetros de diámetro. Las hojas están dispuestas enfrentadas a pares o en verticilos de tres, las hojas adultas son de escala similar, de 1 a 5 mm  de largo. Las hojas de las plántulas jóvenes (sólo) son aciculares, de 5 a 10 mm de largo. Los conos son como bayas, de 7 a 13 mm de diámetro, de color azul-marrón con una flor cerosa blanquecina, y contienen una sola semilla (raramente dos o tres), y son maduros en aproximadamente 8-9 meses. Los conos masculinos son de 2 a 4 mm  de largo, y expanden su polen en primavera. Es en gran parte dioica, produciendo conos de un solo sexo, pero cerca del 2% de las plantas son monoicas, con ambos sexos en la misma planta. La corteza es típicamente fina y parece estar "destrozada".
Está estrechamente relacionado con Juniper osteosperma de más al este, que comparte los brotes fuertes y conos relativamente grandes, pero se diferencia en que  es en gran parte monoica, y sus conos tardan más en madurar (dos estaciones de crecimiento), Juniper osteosperma también es notablemente más tolerantes al frío.

## Usos
Juniper California se está convirtiendo en una especie popular para bonsais, y también se valora en áreas secas como planta de jardín por su tolerancia al calor y a la sequía. No se consideran amenazadas a nivel mundial, una de las poblaciones situadas más al sur, en la isla Guadalupe de Baja California, fue destruida en el siglo XIX por las cabras salvajes.

## Taxonomía
Juniperus californica fue descrita por Élie-Abel Carrière y publicado en Genera Plantarum 39. 1789.
Etimología
Juniperus: nombre genérico que procede del latín iuniperus, que es el nombre del enebro.
californica: epíteto geográfico que alude a su localización en California.
Sinonimia
- Callitris articulata (Vahl) Murb.
- Juniperus californica f. lutheyana J.T.Howell & Twisselm.
- Juniperus cedrosiana Kellogg
- Juniperus cerrosianus Kellogg
- Juniperus pyriformis A.Murray bis
- Sabina californica (Carrière) Antoine[5]